# Головач мішковидний
Головач мішковидний (Calvatia utriformis) — гриб родини кальвація (Calvatia). Гриб класифіковано у 1918 році.

## Будова

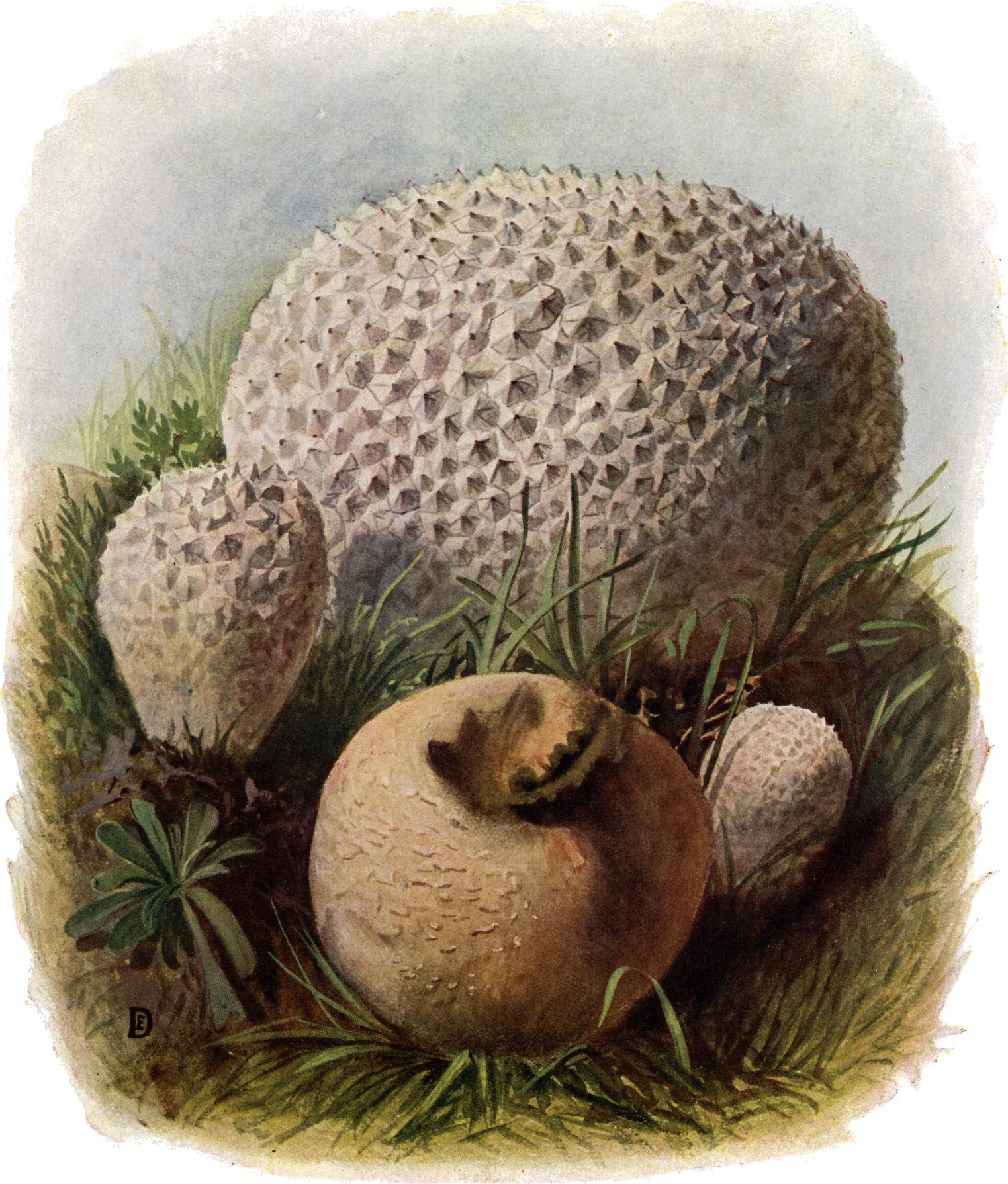

Головач мішковидний має слабко виражену ніжку, а його плодове тіло ніби мішкоподібне, біля основи звужене, в цілому нагадує грушоподібну форму, але розширенням до верху. Плодове тіло у цього гриба діаметром до 15 см, окремі особини досягають і 20 см. Коли плодове тіло головача мішковидного визріває, то на верхівці розривається, та утворює широкий отвір, краї якого видаються відігнутими і розірваними.

## Практичне використання
Головач мішковидний — маловідомий їстівний гриб, який вживають тільки у молодому віці, коли у середині ще біла м'якоть. Смак описують як — невиражений. З отруйними грибами схожості немає.